# 北海道鬼鹿高等学校
北海道鬼鹿高等学校（ほっかいどう おにしかこうとうがっこう、Hokkaido Onishika High School）は、かつて北海道留萌郡小平町（旧鬼鹿村）にあった町立高等学校。

## 概要
- 小平町小平、同町本郷に分校を持っていた。
- 本校、分校ともに1間口ずつ合計3間口の小規模校だった。

## 沿革
- 1950年（昭和25年） - 留萌高等学校より独立。
- 1972年（昭和47年） - 廃校。